# Erg na sekundę
Erg na sekundę – jednostka mocy w układzie CGS. Jest to praca, jaką wykonuje w ciągu 1 sekundy siła 1 dyny na drodze 1 cm, przebytej w kierunku działania siły.
1 erg = 1 dyna x 1 cm = (1 g x 1 cm / s²) x 1 cm = 1 g x 1 cm² / 1 s²